# میغان (نهبندان)
میغان مرکز دهستان میغان و روستایی در بخش مرکزی شهرستان نهبندان استان خراسان جنوبی ایران است.

## جمعیت
بر پایه سرشماری عمومی نفوس و مسکن در سال ۱۳۹۵ جمعیت این روستا ۶۶۴ نفر (در ۱۸۲ خانوار) بوده‌است.